# Теснолинейка Червен бряг – Оряхово
Железопътната линия Червен бряг – Оряхово е железопътна линия с междурелсие 760 мм, демонтирана, намира се в Северозападна България, области Плевен и Враца.

## История
Със „Закона за разширение на мрежата на Българските държавни железници“ от 26 февруари 1887 г. правителството е натоварено да извърши проучване на железопътен клон, който да свързва Оряхово с най-близка точка на централната железопътна линия. През 1912 – 1913 г. се извършват проучвания за нормална железопътна линия.
Вече през 1917 г. Щабът на действащата армия нарежда на военното управление за железопътни съобщения (УЖПС) да проучи и построи в кратък срок една теснопътна (600 mm) железопътна линия. Проучванията се извършват от Дирекцията за постройка на железопътни линии от 1 април до 3 август 1917 г., а построяването ѝ започва още на 2 май същата година.
Поради недостиг на релсови звена 600 mm линията е построена с релсов път 760 mm.
Полагането на пътя започва от Червен бряг на 10 септември 1917 г. и на 28 февруари 1918 г. линията е открита за експлоатация до Кнежа, а на 15 юли – до Бяла Слатина.
Към 1920 г. въпросът за построяването на железопътната линия Червен бряг – Оряхово се поставя отново, но с цел линията да се превърне в нормална – с междурелсие 1435 mm. Повод дават извършените през 1912 г. проучвания на участъка Бяла Слатина – Оряхово с параметри за нормална железопътна линия.
Поради това, че линията от Червен бряг до Бяла Слатина е построена с показатели за 760 mm, трудностите по намирането на работна ръка и материали и ограничените средства замисълът за реконструкция на линията в нормална не е осъществен. Новите проучвания са използвани само за окончателно установяване трасето на линията с показатели за междурелсие 760 mm и подготовка за превръщането ѝ в нормална, ако се наложи. Построяването на участъка Бяла Слатина – Оряхово започва в началото на 1922 г. и до ноември 1925 г. пътят е завършен до брега на р. Дунав в близост до село Сараево.
В течение на пет години – до 1930 г., линията се използва от населението на Оряхово, като товарите и пътниците се прехвърлят с речни и сухопътни превозни средства до Сараево. Частта от Сараево до Оряхово, поради близост на р. Дунав и наличието на свличащи се терени е построена трудно. За да се построи шосето Букьовци – Оряхово успоредно на линията и да се избегне свличащият се отдясно на линията терен, се налага трасето от Сараево до Оряхово да се изнесе по-близо до р. Дунав и укрепи с дълга подпорна стена. Строителните работи са извършени с временни и редовни трудоваци и с наемни работници.
Железопътната линия Червен бряг – Оряхово е пусната в експлоатация на четири етапа: Червен бряг – Бяла Слатина – на 15 юли 1918 г., Бяла Слатина – Букьовци – на 25 октомври 1925 г.; Букьовци – Сараево – на 5 юли 1926 г. и Сараево – Оряхово – на 15 юли 1930 г.
Общата ѝ дължина е 102,5 km. В участъка Червен бряг – Бяла Слатина минималният радиус на кривите е 100 m, максималният наклон 16 ‰, а в участъка Бяла Слатина – Оряхово преобладават криви с радиус 300 m и максимален наклон 12 ‰.
В последните години от експлоатацията му участъкът се е обслужвал от локомотиви серия 76.00, а маневрената дейност в гарите и по индустриалните клонове – със серия 81.00.

## Катастрофата от 1969 година
Най-кървавата катастрофа в историята на Българските държавни железници се случва по трасето на теснолинейката „Червен Бряг - Оряхово“ на 1 май 1969 година край плевенското село Чомаковци. Загиват 27 души, а други 38 са ранени.
Малко след 3 часа през нощта от жп гара Червен бряг тръгва претъпканата с пътници теснолинейка за Оряхово. Хората бързат да се приберат по домовете си за празника. Влакът започва да се клати още при потеглянето си и след 6 km – на завой край село Чомаковци, последният вагон се преобръща, но без да се откъсне от композицията и започва да се влачи на едната си страна. Уплашените пътници започват да скачат в движение, но изпочупените прозорци и стоманеният корпус на влака разкъсват телата им. 27 души губят живота си, сред тях и деца. Други 38 души са ранени. Много от тях остават инвалиди.
Притеклите се на помощ хора от Чомаковци описват инцидента като „месомелачка“. Линейки са изпратени от София, Враца, Кнежа и Луковит, за да превозват ранените.
Както и 3 години по-рано – при потопа във Враца, властта отново скрива инцидента заради името на влака. Тогава теснолинейката се казва „Осми конгрес на БКП“.
 Съдебната експертиза показва, че немарливостта на машиниста е довела до тежката катастрофа. Композицията се движила с 1 – 2 километра по-бързо от ограничението от 30 km/h във въпросния участък. Делото е гледано от Врачанския съд, а машинистът е осъден на 10 години затвор. На подсъдимата скамейка седнал и ръководителят движение на гара Червен бряг, който е позволил на композицията да тръгне, въпреки че е била препълнена с хора. Той обаче получава само условна присъда.

## Проект за нормална линия Враца – Оряхово
За да се премахнат неудобствата от претоварването на товарите и прехвърлянето на пътниците в гара Червен бряг, през 1944 и 1945 г. е изготвен проект за построяване на нормална железопътна линия (междурелсие 1435 мм) от Враца до Оряхово през Алтимир. Дължината е около 87 км.
60 % от средствата за постройка на линията се поемат от държавата, а останалите – от заинтересованото население под формата на пари, труд и строителни материали. Предвиждало се е линията да се въведе в експлоатация през 1951 г.
Строежът започва на 1 декември 1947 г. и се строи активно до средата на 1951 г.
С писмо № 7101 от 30 август 1951 г. на Министъра на транспорта е взето решение за консервация на строежа. Дотогава са изпълнени:
- землени работи – 90 %;
- приемни здания на гари – от шест са готови пет;
- построени са четири жилищни сгради;
- окончателно завършени всички мостове, подлези и водостоци;
- прокарана е телефонна линия 87 km между крайните пунктове.

## Закриване на линията
Въпреки протестите на хората в Кнежа, Мизия, Оряхово и други селища по трасето на линията, на 15 декември 2002 г. теснолинейката Червен бряг – Оряхово е закрита. Причината – „нерентабилност на линията“ според властите и с дейното участие на тогавашния Министър на транспорта Пламен Петров. След продължително неглижиране, през последните години преди закриването се движи едва по един влак дневно.
В началото на 2004 година с постановление на Министерския съвет започва демонтирането на железния път и така завинаги се унищожава жп линията между Червен Бряг и Оряхово. Металните съоръжения около релсовия път, както и траверсите са скорострелно разграбени, а сградите на жп гарите са изоставени, напълно разграбени и повечето са в полуразрушено състояние.